# Mont-devant-Sassey
Mont-devant-Sassey település Franciaországban, Meuse megyében. Lakosainak száma 99 fő (2022. január 1.). Mont-devant-Sassey Saulmory-et-Villefranche, Doulcon, Montigny-devant-Sassey, Mouzay, Sassey-sur-Meuse és Villers-devant-Dun községekkel határos.

## Népesség
A település népességének változása:
| Lakosok száma | 122  | 114  | 118  | 104  | 106  | 94   | 95   | 102  | 101  | 99   |
|               | 1968 | 1982 | 1990 | 2006 | 2013 | 2015 | 2017 | 2019 | 2020 | 2022 |